# Гетто в Сморгони
Гетто в Сморго́ни (август 1941 — февраль 1943) — еврейское гетто, место принудительного переселения евреев города Сморгонь Гродненской области в процессе преследования и уничтожения евреев во время оккупации территории Белоруссии войсками нацистской Германии в период Второй мировой войны.

## Оккупация Сморгони и создание гетто
Перед началом Великой Отечественной войны число евреев в Сморгони составляло 2017 человек (из общего числа 5318 жителей). Всего в районе жило около 4000 евреев. Раввином Сморгони был Зелиг Слодзинский (Slodzinski Selik), впоследствии убитый в Сморгонском гетто.
Почти все евреи, которые попытались уйти на восток перед приходом немцев, успели дойти только до посёлка Лебедево в Молодечненском районе, где их обогнали немецкие войска и принудили вернуться обратно. Решивших статься в Лебедеве сморгонских евреев впоследствии сожгли заживо в лебедевской синагоге вместе с местными евреями.
25 июня 1941 года Сморгонь была захвачена немецкими войсками и находилась под оккупацией более трёх лет — до 5 (4) июля 1944 года. Уже в первые дни оккупации немцы убили 8 евреев.
Шефом районной полиции был назначен обер-лейтенант Вольтман, начальником районной управы — Перповский. «Бобики» (так в народе презрительно прозвали полицаев) сразу же начали безнаказанно грабить людей.
С первых дней оккупации начались преследования и убийства евреев. А евреев, занимавших руководящие должности при советской власти, расстреляли сразу после захвата города возле городского кладбища.
По воспоминаниям свидетелей, в августе, а по данным комиссии ЧГК, в октябре 1941 года, немцы, реализуя гитлеровскую программу уничтожения евреев, согнали всех евреев Сморгони и близлежащих деревень (кроме Крево и Солы, где были свои гетто) — всего 3280 человек — в два гетто, расположенных в разных местах. Одно было организовано в центре города на улице Чистая в помещениях бывшей «Большой» синагоги, еврейской школы, расположенных рядом домах и вокруг еврейского кладбища, второе — в конце улицы Виленской (затем — Советская, сейчас — Каминского), где накануне войны размещалась сельскохозяйственная община — «карка».
В 1942 году всех оставшихся в живых евреев переместили в одно гетто — в двухэтажное каменное здание в центре Сморгони. При переселении 20 евреев смогли сбежать.

## Условия в гетто
Гетто было ограждено дощатым забором и колючей проволокой, находящейся под электрическим напряжением. Все узники были обязаны носить на верхней одежде нашивки в виде шестиконечных жёлтых звёзд и жёлтых кругов. Для контроля исполнения своих распоряжений немцы заставили узников организовать юденрат.
Заключённые жили в сильнейшей тесноте, их морили голодом и избивали. Любой охранник мог безнаказанно искалечить или убить еврея. Трудоспособным один раз в день давали 200 грамм хлеба и баланду из гнилой свёклы.

«В синагоге сделали двухярусные нары… заставили вынести свитки Торы, синагогальную утварь, сложили всё это на земле, облили керосином и подожгли… Послышались рыдания, седобородые старики вздымали руки к небу и восклицали: „Шма, Исраэль!“ Мы стояли и плакали…»— 
Узников ежедневно выгоняли на принудительные тяжёлые и грязные работы — строительство и ремонт дорог, перенос тяжестей, уборку мусора, заготовку дров.
Никакой медицинской помощи евреи не получали, а заболевших тифом и дизентерией сразу расстреливали. Любые контакты с местным населением были запрещены под угрозой расстрела.

## Уничтожение гетто
22 октября 1941 года немцы и полицаи убили более 500 евреев из Сморгонского гетто недалеко от города у хутора Зелёнка Ошмянского района.
В самой Сморгони «акций» (таким эвфемизмом гитлеровцы называли организованные ими массовые убийства) нацисты не проводили. Сморгонских евреев большей частью убили в других гетто и концлагерях — Ошмянах, Вильнюсе, Лукишках, концлагерях Прибалтики, Польши и Германии. Часть евреев из Сморгони убили в Залесье во рву около железной дороги, недалеко от братской могилы русских солдат, погибших в Первую мировую войну.

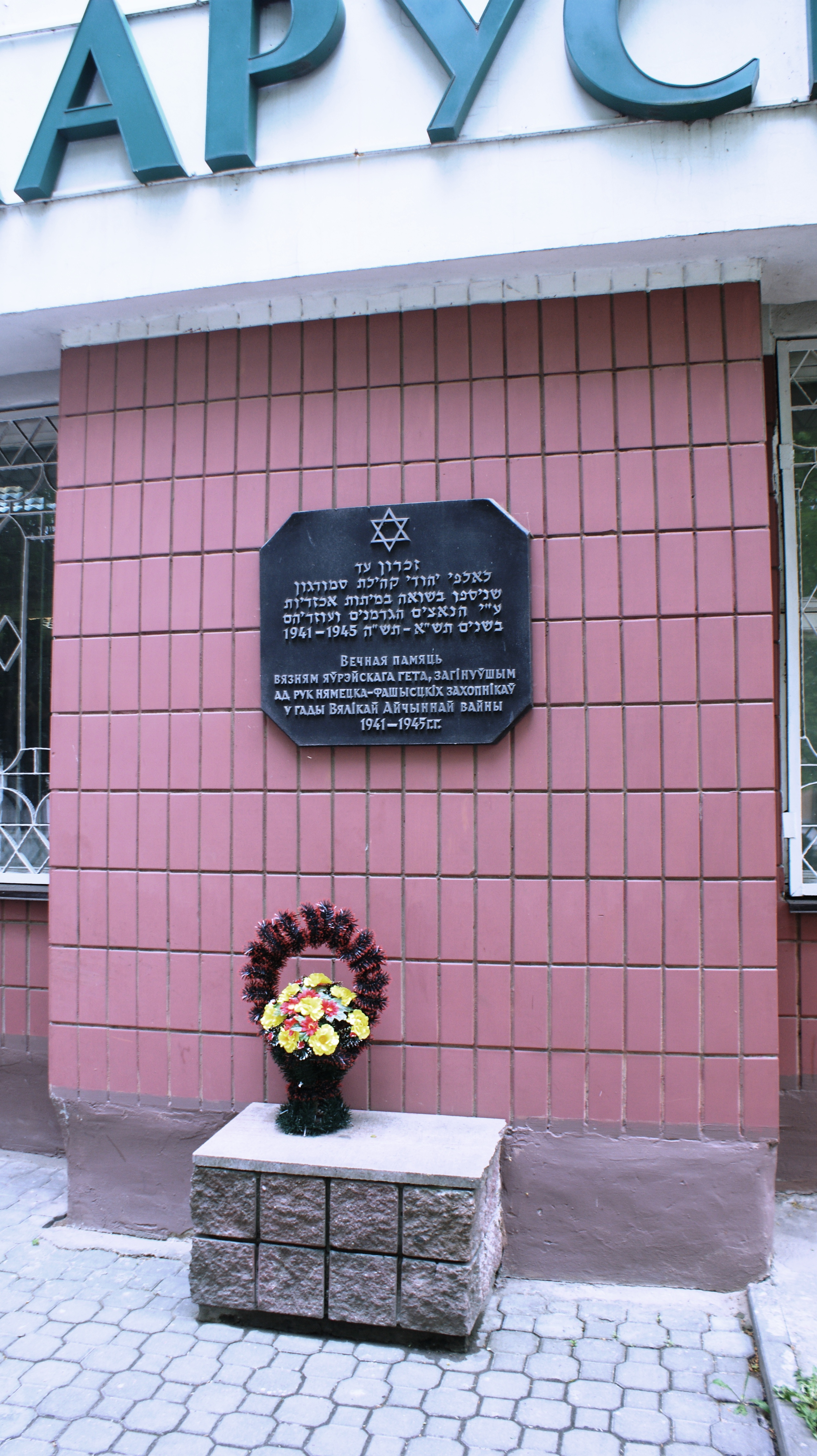
Мемориальная доска на улице Советской, 3а

В начале осени (сентябрь-октябрь) 1941 года детей из Сморгонского гетто перевезли в вагонах для скота в концлагерь Жежморы в Литве.
В декабре 1941 года часть узников увезли в Ошмяны и далее в сторону Вильно. Абсолютное большинство из них были убиты в разных местах Белоруссии, Литвы (в Каунасе и Понарах), Латвии и Германии.
Летом 1942 года туда же на строительство железной дороги отправили всех молодых узников гетто, многие из которых там и умерли.
В феврале 1943 года оставшиеся в живых евреи Сморгони были переведены в Ошмянское гетто и убиты там. Отдельных евреев-специалистов оставили и использовали до 1944 года.

## Организаторы и исполнители убийств
Известны имена некоторых организаторов и исполнителей массовых убийств евреев в Сморгони и Сморгонском районе. Это Шильер — комендант гарнизона, Корш Леон — комендант лагеря военнопленных, Мансе — унтер офицер из комендатуры лагеря военнопленных, Гизо — военный комендант Сморгони, Коркае — офицер полиции, комендант в местечке Жодишки, Вольтман — начальник районной полиции, Перковский — начальник районной управы, Шульц — офицер в комендатуре Сморгони, Граве — шеф Вилейской СД.

## Память
Нацисты и коллаборационисты убили в Сморгони и Сморгонском районе 3896 человек, из них евреев — 3280.
В Израиле существует объединение выходцев из Сморгони, которое в 1965 году издало книгу, посвящённую истории еврейской общины Сморгони со списками убитых во время Катастрофы евреев города и района.
В Сморгони на стене здания, на месте которого в годы войны было гетто, установлена памятная доска с надписью на иврите и русском языках: «Вечная память евреям Сморгонской общины, погибшим от рук немецких фашистов и их приспешников в 1941—1945 г.г.».
Памятник установлен у хутора Зелёнка Ошмянского района.
Опубликованы неполные списки убитых евреев Сморгони и района.